# Хитрин, Владимир Александрович
Владимир Александрович Хитрин (2 мая 1954, Миасс, Челябинская область, СССР — 7 февраля 2004, Россия) — советский футболист; тренер.

## Биография
Воспитанник футбольной школы «Торпедо» Миасс. В 1969—1970 годах играл в команде мастеров «Торпедо» в классе «Б», в 1971—1987 годах выступал за клуб в чемпионате Челябинской области, за это время провёл 386 игр, забил 241 гол, с 1979 года — капитан команды. В 1974—1977 годах проходил армейскую службу в морских частях пограничных войск КГБ СССР — на Амуре, на китайской границе, затем — на Камчатке. За это время получил разряд по самбо. В 1978 году провёл во второй лиге два матча за «Сигнал» Челябинск, в 1984 — четыре матча за «Локомотив» Челябинск. В 1988—1991 годах сыграл за «Торпедо» во второй лиге 86 матчей, забил 4 гола.
Всего в чемпионате и Кубке области и в первенстве второй лиги провёл более 400 игр, забил 243 гола. В 1980 году в матче против «Труда» Усть-Катав (14:0) забил 9 мячей.
В 1982 году стал играющим тренером «Торпедо». Во втором круге сезона-1991, первом круге сезона-1992 и осенью 1993 года был исполняющим обязанности главного тренера. В 1994—1998 годах — главный тренер «УралАЗа»-2, в 1999—2001 — главный тренер команды «Злак» (поселок Увельский), в 2002-м — «Альянс» Коркино.
Погиб 7 февраля 2004 года в возрасте 49 лет. За Хитриным навечно в команде закреплён десятый номер.
С 2005 года в феврале в Миассе проходит турнир по мини-футболу памяти Владимира Хитрина.
Сын Денис — также футболист.

## Достижения

### Как игрок
- Чемпион области (5): 1971, 1972, 1979, 1984, 1986.
- Обладатель Кубка Челябинской области (4): 1972, 1983, 1984, 1985.
- Лучший бомбардир чемпионата области (3): 1979 — 26 мячей, 1980 — 33 мяча, 1981 — 32 мяча.[6]
- Чемпион первенства России среди КФК, зона «Урала и Сибирь»: 1987.

### Как тренер
- Чемпион области (2): 1984, 1986.
- Обладатель Кубка области (3): 1983, 1984, 1985).
- Чемпион первенства России среди КФК, зона «Урала и Сибирь»: 1987.
- Чемпион области среди юношеских команд: 1996.
- Звание «Лучший тренер Челябинской области» (2): 2001, 2003.